# 達英·帕拉尼
布吉的達英·帕拉尼(Daeng Parani of the Bugis，—1726年)出生於印度尼西亞布吉(即今日的南蘇拉威西)，18世紀的政治人物。本從事地理探索的他，本與拉查·克芝爾合作，於柔佛擊敗在地蘇丹，並助拉查擔任柔佛帝國國王。1722年，他則另助蘇萊曼，反將拉查·克芝爾從王位拉下，讓蘇萊曼登基。因為他的介入，獲得了國王輔佐一職，且掌握柔佛的統治實權。